# Златобрюхая водяная крыса
Златобрюхая водяная крыса, или златобрюхая бобровая крыса (лат. Hydromys chrysogaster) — вид грызунов из семейства мышиных. В Австралии также известна под названием ракали — этот термин, взятый из аборигенных языков, введён в оборот относительно недавно в рамках кампании по пропаганде наследия австралийских аборигенов.

## Географическое распространение
Златобрюхие водяные крысы живут на берегах озёр и рек Австралии и Тасмании, а также на некоторых близлежащих островках. Их также можно найти в Новой Гвинее.

## Среда обитания
Златобрюхие водяные крысы гнездятся на берегах водоёмов в выдолбленных ими туннелях или пустых брёвнах. Это наземные животные, однако они зависят от водоёмов как источника пищи. Они живут в районах, окружающих как естественные, так и искусственные водоёмы. Они также могут жить у загрязнённых водохранилищ или в полутенистых водоёмах .

## Размножение
Размножение златобрюхих водяных крыс происходит весной и летом. Беременность длится около 35 дней. Самки готовы к повторному оплодотворению сразу после родов, поэтому последующие помёты могут появляться с интервалом в 35 дней. Самки могут рожать до пяти помётов в год, но обычно их число колеблется от одного до трёх. Каждый помёт состоит из трёх или четырёх крысят. Потомство рождается голым и слепым, но развивается быстро. Молодняк обычно становится самостоятельным примерно через 35 дней, а через год уже может размножаться.

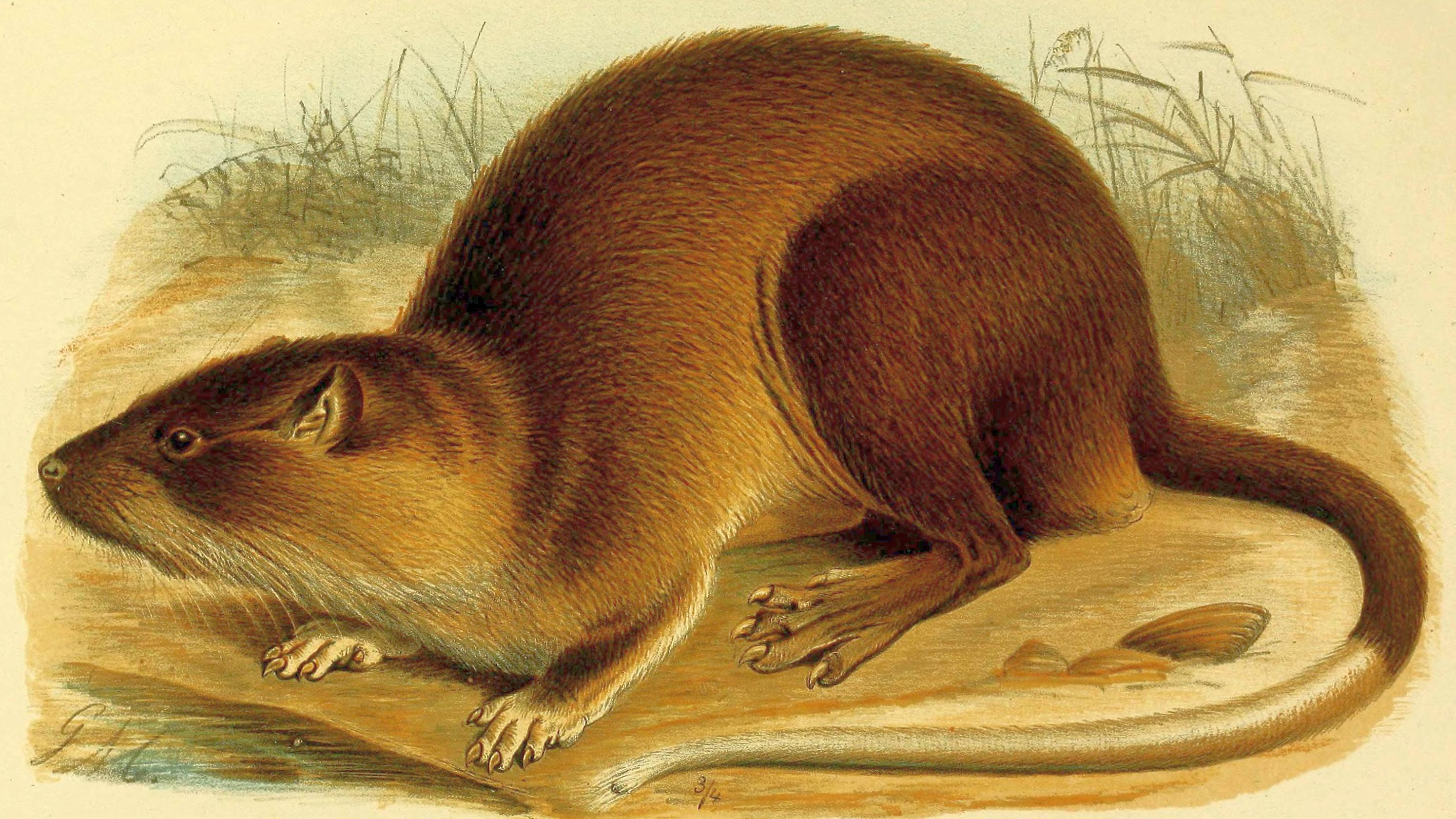

## Строение тела
Длина тела златобрюхой водяной крысы составляет 231–370 мм, а вес — 340–1275 г. Различий в размерах тела между полами нет. Австралийские бобровые крысы хорошо приспособлены к кормлению в водной среде. Их пальцы, как на верхних, так и на нижних конечностях, связаны плавательной перепонкой, а густой мех непроницаем для воды. Златобрюхая бобровая крыса имеет уплощенную голову, вытянутую тупую морду, маленькие уши и глаза. Отличительной чертой животного является толстый хвост длиной 242–345 мм. Отдельные особи златобрюхой водяной крысы немного различаются по окраске: оттенки включают серый, тёмно-коричневый, иногда почти чёрный цвет. Общей особенностью окраски для всех особей является белый кончик хвоста.

## Питание
Златобрюхая водяная крыса питается водными птицами и насекомыми, рыбами, мидиями, улитками, лягушками и яйцами. Они также могут питаться прибрежной растительностью.